# ノゾミカナエタマエ 〜Daydream Reconstruct〜
『ノゾミカナエタマエ 〜Daydream Reconstruct〜』は、日本の同人サークル「VALLEL」によるMicrosoft Windows搭載パーソナル・コンピュータ（パソコン）用同人ゲーム（シェアウェア）。不思議な世界に迷い込んだ主人公が記憶を失くした少女たちと出会い、そこから脱出すべく真相究明に挑む物語を描くアドベンチャーゲームである。後に株式会社ホープムーンによりPlayStation Portable（PSP）用ソフトとしてPlayStation Storeでもダウンロード販売された。公式なジャンル表記はパソコン版・PSP版ともに「ほんわかフシギ系ADV（アドベンチャー・ゲーム）」とされ、開発元サークルでは「ノゾカナ」と略される。

## 概要
同人ゲーム作品として最初の頒布（発売）は2009年8月15日にコミックマーケット76の同サークルブースにおいてであり、前年に頒布された『ノゾミカナエタマエ 〜Who Dreamed It?〜』の改良版として発表された。その後、2009年10月よりAmazon.co.jp及びコミックとらのあな委託による通信販売が開始された。パソコン版には体験版も用意されているが、どの選択肢を選んでも物語序盤で幾つかのバッドエンドにたどり着く仕組みになっている。
2012年8月21日に配信開始したPSP版は、パソコン版ではフルボイス仕様であったキャラクターに音声が無く、一部キャラクターの「立ち絵」が一新されている、という違いがある。
VALLELの一部作品には旧作のキャラクターが登場するが、このゲームでも同様に過去の作品である『古本屋 こほにゃ』、『Ragnarok Ixca』、『maiden panic!』それぞれのキャラクターが登場する。

## ゲーム内容
一般的なアドベンチャーゲームと同様、主に主人公（真琴）の視点で語られる物語を読み進め、時々現われる選択肢を選ぶことにより、物語の途中経過や結末が変化する。物語は合計28個の「シーン」から構成され、次に移る度にシーンのサブタイトルが表示される。既に見た場面を次の選択肢やまだ見ていない場面まで飛ばす「スキップ」機能も搭載する。メインメニューの「図書館」では、一度見たCGやシーン、BGMを鑑賞したり、音声付きのキャラクター紹介を観ることが出来る。

## あらすじ
※ゲームの性質上、物語の展開や結末は一定ではないので、この節では導入部と大まかな流れのみ記載する。
ちょっと不思議な「古本屋 こほにゃ」の店長代理である猫耳少女・真琴は、いつものように店番をしていたある日、気がつくと雪の降る公園に倒れていた。彼女はそこで、中に何も書かれていない古びたハードカバーの本を拾う。「古本屋」へ戻ろうと公園を出た真琴だが、公園の外に雪は降っておらず、町には人の気配も無く、さらにはそこが目に見えない「結界」によって閉ざされた「セカイ」であると判る。しかも、いつもなら自身の能力で難なく帰れる「古本屋」への帰り方も忘れてしまっていた。やがて真琴は、町を駆けて行く赤い髪の少女・リアを目撃し、町の通りで剣を持つ天禰と鼓、カフェテラスではイリス・妃華・花菜と名乗る少女たちと出会う。奇妙な出会いに戸惑いつつも、こうした事件を起こしそうな存在に心当たりのある真琴は、元居た公園に向かう。そこには、真琴そっくりな白づくめの少女・マコトが待っていた。彼女を倒せばこの事件も終わるという真琴の考えに対してマコトは、自分を倒してもこの「セカイ」は続くこと、仮にこの「セカイ」が消えれば真琴の出会った現実の少女たちも消えてしまうこと、少女たちの夢・願い・望みと真琴の抱えている本が重要な意味を持つことを真琴に教え、町へ戻るよう促すのだった。再び町の探索を始めた真琴は、出会った少女と共に見つけた「古本屋」で、中身の書かれていなかった本に自らの置かれた状況と『鏡の国のアリス』の関係を思わせる詩が刻まれていることに気づいた。そうして彼女は、「物語」の鍵を持つ少女たちと不思議な本を手がかりに、この「セカイ」を終わらせて少女たちと元の世界へ戻るべく奮闘を続けるのだった。

## 登場キャラクター
※あらすじと同様に各キャラクターはプレイヤーの選択で役割が変化する場合があるので、この節では体験版に描かれる序盤の情報を中心に記載する。声の配役は、パソコン版のもの（PSP版にはキャラクター音声が無い）。また、一部人物の容貌についてグラフィックと文章（主人公たる真琴から見た容貌）が異なる場合は後者に従った（天禰の髪色、詠美の瞳の色など）。
真琴（まこと）声；甘濡るく
この物語の主観者たる主人公。長い黒髪の一部を両肩から垂らして先端を赤いリボンでまとめ、両側頭部に黒い猫耳を持ち、シャツ以外は黒づくめの服を着た少女。不思議な空間に存在する「古本屋 こほにゃ」の店長代理で、本と会話をしたり魔力を使うなどの能力を持つ不思議な存在。性格は冷静沈着だが、気まぐれな一面もある。不意に今回の舞台である誰も居ない町へ迷い込み、そこで手に入れた何も書かれていない本と共に、謎の解明に乗り出した。通常ならば簡単に帰還できるはずの「古本屋」への帰り方を忘れてしまっている。
リア声；大山チロル
赤い後ろ髪を首元から腰にかけて赤いリボンで1本の筒のように編んだ髪型の少女。一人称を「リア」、困ったりすると「あう〜」などと言うのが口癖で、天真爛漫で幼い話し方をする。自分の苗字などを忘れており、「何か」を追いかけて走っている。
鼓（つつみ）声；天乙准花
蒼いショートカットの髪を持ち、（『Ragnarok Ixca』における「仙境学園」の）青い制服を着た少女。いわゆる常識人的な性格だが、「氷月 鼓」（ひょうげつ つつみ）という名前と、「お兄ちゃん」と慕う咲兎及び双子の兄である基壬（もとみ）以外の記憶を失っている。
天禰（あまね）声；笑兵衛
短めの銀髪を後頭部の左右で2つに結い、（『Ragnarok Ixca』『maiden panic!』における嶺総女子学園の）黒い制服を着た少女。きつい物言いをし、感情が高ぶるとどこからともなく取り出した細剣で斬りかかろうとする。「失われた大切な何か」について記憶を失っており、それを取り戻そうとする。
妃華（ひのか）声；柳あすみ
腰に届く長い黒髪に赤いカチューシャを着け、（嶺総女子学園の）黒い制服を着た少女。物腰柔らかで上品な話し方をし、嶺総女子学園の生徒たちから「お姉さま」と慕われる存在。本来の世界では『Ragnarok Ixca』・『maiden panic!』と同様に嶺総（れいそう）女子学園の生徒会長を務める。
花菜（はなな）声；天城あくる（水城）
真琴から見て幼い印象の短髪の娘で、（嶺総女子学園の）黒い制服を着ている。真琴と出会う際には妃華・イリスとお茶会を開いているが、後には鼓を慕って行動を共にする。
イリス声；大山チロル
長い白い髪を持ち白い制服を着ている、謎めいた雰囲気の女性。真琴がカフェテリアへ初めて訪れると妃華・花菜とお茶会を開いており、彼女に奇妙な謎掛けをする。
マコト声；柳あすみ
真琴にそっくりだが、彼女と正反対に髪も服も猫耳も全て真っ白な少女。真琴曰く「対極に居る、もう一人の『私』」。常に薄ら笑いを浮かべ、挑戦的な言動をする。真琴とは物語開始以前からの知り合いで、敵対関係にある。この事件を画策した一人であり、真琴の倒れていた「そこだけ雪の降る公園」に居続ける。
日記帳（にっきちょう）声；貴瞳賀玖斗
「古本屋 こほにゃ」のカウンター机の傍らに置いてある日記帳。真琴の能力によって、彼女とだけ言葉を交わすことができる。
神津詠美（こうづ えいみ）声；有澤空
金髪碧眼を持ち、緑色のブレザーを着た少女。自称“「古本屋 こほにゃ」の客である女子高生”で、真琴自身は記憶に無いものの彼女をよく知る人物。物語の「セカイ」についても真琴よりは深く知っており、真琴の選択により時おり現われて彼女の手助けをする。
こまり（こまり）声；大山チロル
真琴やマコトと同程度の体格で、薄紫色の髪を後頭部の大きな白いリボンでまとめ、逆ナイロール型の赤い眼鏡をかけた少女。関西弁で漫才のボケのような話し方をする。妃華を慕っている。キャラクター紹介の「酢だこ」というあだ名は、『maiden panic!』におけるフルネーム「来栖田こまり」（くるすだ こまり）に由来する。
咲兎（さきと）リアと鼓の会話にのみ登場する人物。リアの居候先の住人であり、鼓に「お兄ちゃん」と慕われている幼馴染。『Ragnarok Ixca』における主人公。